# Sultanato Ajuran

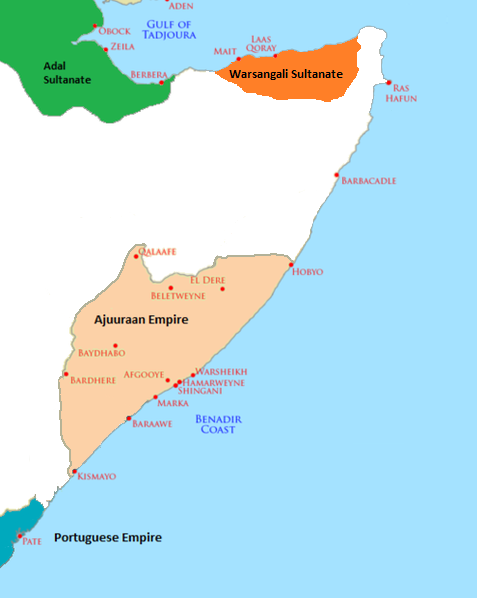

El Sultanato Ajuran, en  somalí: Dawladdii Ajuuraan y en  árabe  : الدولة الأجورانيون , también deletreado como Sultanato Ajuuraan, y a menudo simplemente como «Ajuran», era un imperio somalí en la  época medieval que dominaba el comercio del Océano Índico. Pertenecían al sultanato musulmán somalí que gobernó gran parte del Cuerno de África en la Edad Media.
El pueblo ajuran a través de una fuerte administración centralizada y una postura militar agresiva hacia los invasores, el Sultanato de Ajuran resistió con éxito una invasión  oromo desde el oeste y una incursión portuguesa desde el este durante las guerras de Gauran Madow y Ajuran-portuguesa. Las rutas comerciales que datan de los períodos medievales antiguos y tempranos de la empresa marítima somalí se fortalecieron o restablecieron y el comercio exterior y el comercio en las provincias costeras florecieron con barcos que navegaban y venían de gran cantidad de reinos e imperios de Asia oriental, sur de Asia, sureste Asia, Europa, Medio Oriente, África del Norte y África Oriental.
El Reino dejó un extenso legado arquitectónico ya que fue una de las principales potencias  medievales somalíes dedicadas a sofisticados y avanzados castillos, fortalezas y varias arquitecturas. Muchas de las fortificaciones en ruinas que salpican los paisajes del sur de Somalia hoy en día se atribuyen a los ingenieros del Sultanato de Ajuran, incluyendo varios pilares funerarios, necrópolis y ciudades en ruinas construidas en esa época. Durante el período de Ajuran, muchas regiones y personas en la parte sur del Cuerno de África se convirtieron al Islam debido a la naturaleza teocrática del gobierno. La familia real, la «Casa de Garen», expandió sus territorios y estableció su gobierno hegemónico a través de una hábil combinación de guerra, vínculos comerciales y alianzas.
En el siglo XIII d. C., el Imperio Ajuran fue el único  imperio hidráulico en África. Como un imperio hidráulico, el Ajuran monopolizó los recursos hídricos de los ríos  Shebelle y  Jubba. A través de la ingeniería hidráulica construyó muchos de los pozos de piedra caliza y cisternas del estado que todavía están operativos y en uso en la actualidad. Los gobernantes desarrollaron nuevos sistemas para la agricultura y la tributación, que continuaron utilizándose en partes del Cuerno de África hasta el siglo XIX. La regla tiránica de los gobernantes Ajuran posteriores provocó múltiples rebeliones en el sultanato y a finales del siglo XVII, el estado de Ajuran se desintegró en varios reinos y estados sucesores, siendo el más destacado el Sultanato de Geledi.

## Ubicación
La esfera de influencia del Sultanato Ajuran en el Cuerno de África fue la más grande de la región. El sultanato cubría gran parte del sur de Somalia y el este de Etiopía, con su dominio que se extiende desde Hobyo en la costa norte, hasta Kelafo y Bardera en el interior del oeste y hasta Kismayo por costa del sur.

## Orígenes y la casa de Garen
La «Casa de Garen» era la dinastía hereditaria gobernante del Sultanato de Ajuran. Su origen se encuentra en el siglo IX durante el Sultanato de Mogadiscio desde el cual tuvo éxito a principios del siglo XIII y comenzó a gobernar el sur y el centro de Somalia y el este de Etiopía. Con la migración de los somalíes desde la mitad norte de la región del Cuerno hacia la mitad sur, se introdujeron nuevas órdenes culturales y religiosas que influyeron en la estructura administrativa de la dinastía, un sistema de gobierno que comenzó a evolucionar hacia un gobierno  islámico. A través de su  genealogía Baraka, que vino del santo Balad que se sabía que venía del exterior del Reino Garen, los gobernantes Garen reclamaron supremacía y legitimidad religiosa sobre otros grupos en el Cuerno de África. Se dice que los antepasados de Bal'ad procedían de la histórica región del norte de Berbera.

## Administración

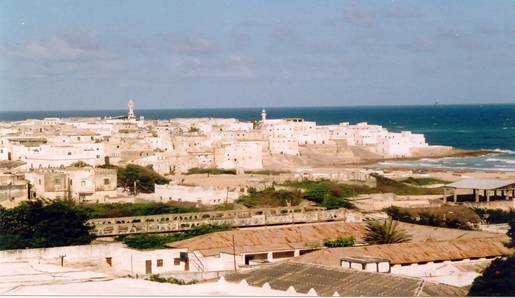
La ciudad de Merca fue uno de los varios centros administrativos prominentes de los Ajurans

La nobleza de Ajuran usó muchos de los títulos aristocráticos y judiciales típicos de Somalia, con los gobernantes de Garen con el nombre de Imam. Estos líderes eran la máxima autoridad del sultanato y contaban a varios sultanes,  emires y reyes como clientes o vasallos. Los gobernantes de Garen también tenían palacios de temporada en Mareeg, Qelafo y Merca, que periódicamente visitaban la práctica  primae noctis. Mogadiscio fue la sede oficial de la dinastía Garen y sirvió como capital para el Reino de Ajuran. La religión del estado era El Islam, y por lo tanto la ley se basó en la Sharia.
- Imam - Jefe del Estado[15]
- Emir - Comandante de las fuerzas armadas y la armada
- Na'ibs - Virreyes[15]
- Wazirs '- Recaudadores de impuestos y de ingresos
- Qadis '- Jueces principales

## Ciudadanos nómadas y comunidades agrícolas

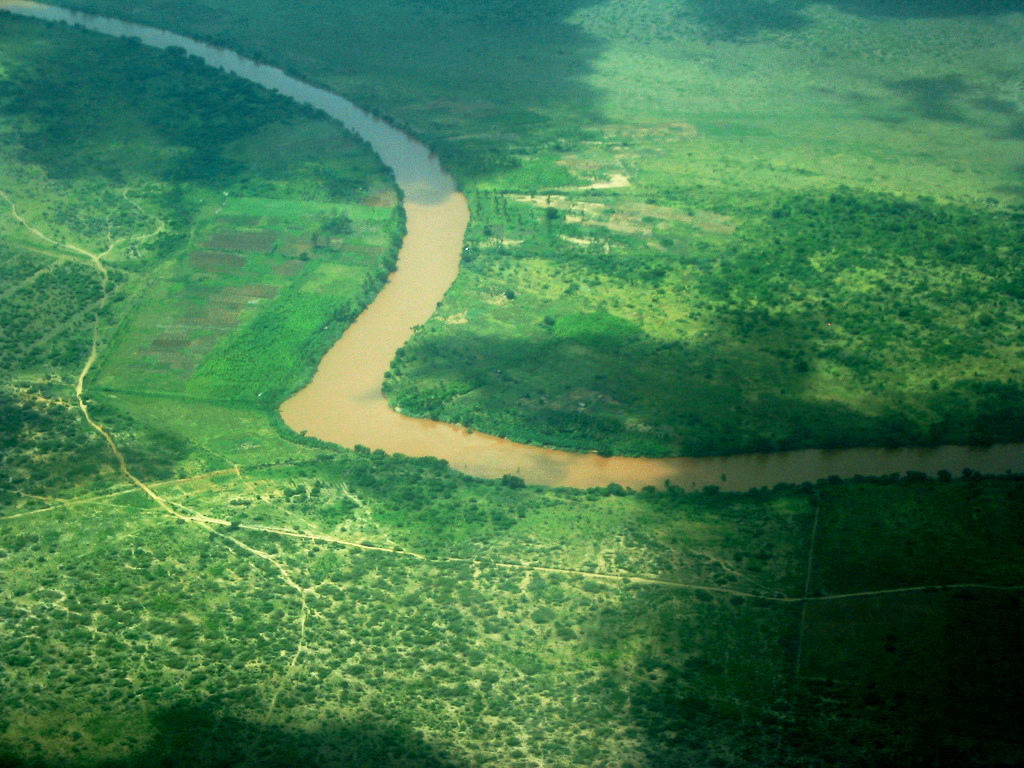
Río Jubba

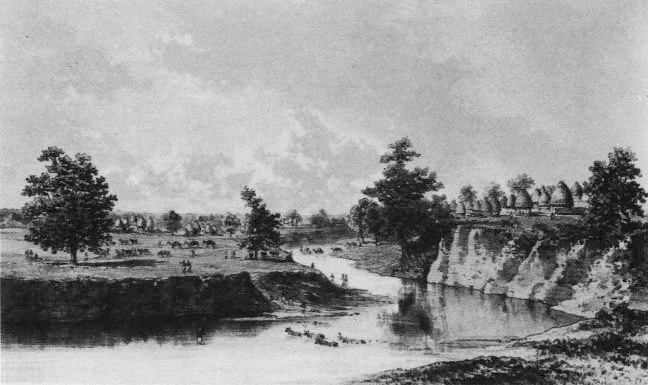
Granjas de Afgooye

A través de su control de los pozos de la región, los gobernantes de Garen tenían efectivamente el monopolio de sus súbditos nómadas ya que fueron el único imperio hidráulico en África durante su reinado. Grandes pozos hechos de  piedra caliza fueron construidos en todo el estado lo que atrajo a somalíes y oromos nómadas con su ganado. Las regulaciones centralizadas de los pozos facilitaron a los nómadas resolver las disputas al enviar sus consultas a los funcionarios del gobierno que actuarían como mediadores. El comercio de caravanas de larga distancia, una práctica de gran tradición en el Cuerno de África, se mantuvo sin cambios en tiempos de Ajuran. Hoy en día, numerosas ciudades en ruinas y abandonadas en todo el interior de Somalia y el Cuerno de África son evidencia de una red de comercio interior que alguna vez floreció y que data de la época medieval.

Con la supervisión centralizada de Ajuran, las granjas en Afgooye, Bardera y otras áreas en los valles de Jubba y Shabelle aumentaron su productividad. Un sistema de canales de irrigación, conocidos localmente como Kelliyo, se alimentó directamente de los ríos Shebelle y Jubba y envuó agua hacia las plantaciones donde se cultivaron sorgo, maíz, frijoles, cereales y algodón durante las «temporadas gu», primavera en Somalia, y «xagaa», verano en somalí. Este sistema de riego fue apoyado por numerosos diques y presas. Para determinar el tamaño promedio de una granja, también se inventó un sistema de medición de la tierra con moos, taraab y guldeed como términos utilizados.

## Impuestos

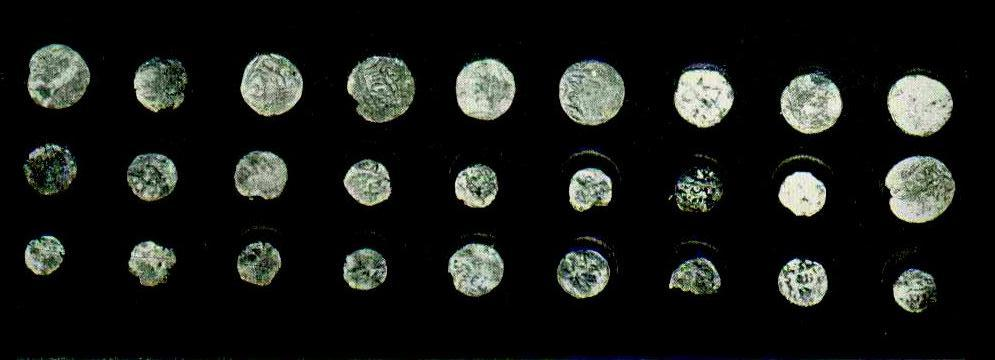
Moneda de Mogadiscio

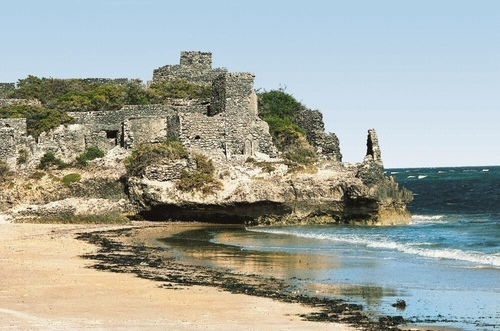
Ciudad de piedra de Gondershe

El Estado recaudó tributos de los agricultores en forma de productos cosechados como durra, sorgo y moño, y de los nómadas ganado, camellos, ovejas y cabras. La recolección del tributo la hacía un  wazir. Los sultanatos costeros del estado también presentaron los artículos de lujo importados de tierras extranjeras como regalos a los gobernantes de Garen.
Un dispositivo político implementado por los gobernantes de Garen en su reino era una forma de ius primae noctis, que les permitía crear matrimonios que imponían su dominio hegemónico sobre todos los grupos importantes del imperio. Los gobernantes también reclamaban una gran parte de la riqueza de la novia, que en ese momento era de 100 camellos.
Para el comercio, el Sultanato de Ajuran acuñó su propia  moneda Ajuran. También utilizó la «moneda Mogadishan» originalmente acuñada por el Sultanato de Mogadiscio, que más tarde se incorporó al Imperio de Ajuran durante el siglo XIII. Se han encontrado monedas de Mogadiscio tan lejos como el país actual de los Emiratos Árabes Unidos en el Medio Oriente.

## Centros urbanos y marítimos

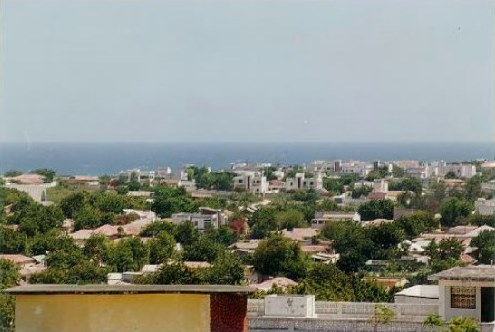
Kismayo medieval fue utilizado por el estado de Ajuuran para utilizar el río Jubba para sus plantaciones y vender sus cultivos a nivel mundial a través del puerto de Kismayo

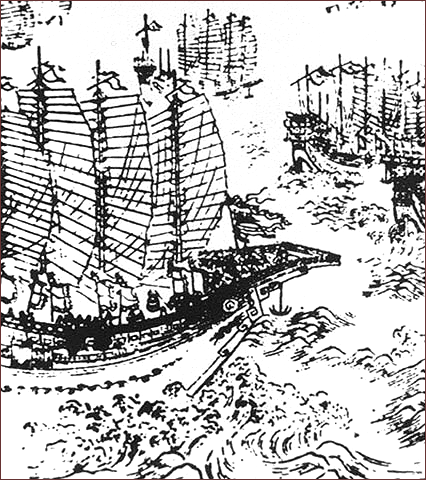
Los mercaderes somalíes con sus grandes y sofisticados barcos Ajuran se dirigen hacia Java y Vietnam para vender sus productos

Los centros urbanos de Mogadiscio, Merca, Barawa, Kismayo y Hobyo y otros puertos respectivos se convirtieron en puntos de comercio rentables para productos originarios del interior del Estado. Las comunidades agrícolas somalíes del interior de los valles de Jubba y Shebelle trajeron sus cultivos a las ciudades costeras somalíes donde fueron vendidos a comerciantes locales que mantenían un lucrativo comercio exterior con barcos que navegaban hacia o desde Arabia, Persia, India, Venecia, Egipto, Portugal y tan lejos como  Java y China.
Durante sus viajes, Ibn Said al-Maghribi, (علي بن موسى بن سعيد المغربي), (1213-1286),  señaló que la ciudad de Mogadiscio ya se había convertido en el principal centro islámico de la región. En el momento de la aparición del viajero marroquí Ibn Battuta en la costa de Somalia en 1331, la ciudad estaba en el cenit de su prosperidad. Describió a Mogadiscio como una ciudad excesivamente grande con muchos comerciantes ricos, que era famosa por su tejido de alta calidad que exportaba a Egipto, entre otros lugares. Battuta agregó que la ciudad estaba gobernada por un sultán somalí, Abu Bakr ibn Sayx 'Umar,  que era originario de Berbera, en el norte de Somalia, hablaba tanto en somalí, referido por Battuta como Benadir, un dialecto del sur de Somalia, como en árabe con la misma fluidez. El sultán también tenía un séquito de  wazirs o ministros, expertos legales, comandantes, eunucos reales y otros funcionarios a su entera disposición.
Ibn Jaldún (1332 a 1406) señaló en su libro que Mogadiscio era una metrópolis masiva que servía como capital del Reino de Ajuran. También afirmó que la ciudad de Mogadiscio era una ciudad muy poblada con muchos comerciantes ricos, pero nómada en carácter. Se refirió a las características de los habitantes de Mogadiscio como bereberes altos y morenos y los llamó «gente de Al-Somaal».
El gobernante del Imperio Ajuran somalí envió embajadores a China para establecer relaciones diplomáticas y creó la primera comunidad africana registrada en China; el embajador somalí más notable en la China medieval fue Said de Mogadiscio, primer hombre africano en pisar China. A cambio, el emperador Yongle, el tercer emperador de la Dinastía Ming (1368-1644), despachó una de las mayores flotas de la historia para comerciar con la nación somalí. La flota, bajo el liderazgo del famoso Hui Muslim Zheng He, llegó a Mogadiscio, la capital del Imperio de Ajuran, mientras la ciudad estaba en su cenit. Junto con el oro, incienso y telas , Zheng trajo la primera vida salvaje africana a China que incluía hipopótamos, jirafas y gacelas.
Vasco de Gama, que pasó por Mogadiscio en el siglo XV, notó que era una gran ciudad con casas de cuatro o cinco plantas, altos y grandes palacios en el centro y muchas mezquitas con minaretes cilíndricos. En el siglo XVI, Duarte Barbosa notó que muchos barcos del Reino de Cambaya navegaban a Mogadiscio con telas y especias por las cuales recibían oro, cera y marfil . Barbosa también destacó la abundancia de carne, trigo, cebada, caballos y frutas en los mercados costeros, lo que generó una enorme riqueza para los comerciantes. [33] Mogadiscio, el centro de una próspera industria textil conocida como «toob benadir» especializada para los mercados de Egipto y Siria, junto con Merca y Barawa también sirvieron como paradas de tránsito para los comerciantes suajili de Mombasa y Malindi y para el comercio de oro de Kilwa. Los comerciantes judíos de  Ormuz también trajeron sus textiles y frutas de la India a la costa somalí a cambio de grano y madera.
Según el explorador del siglo XVI, León el Africano indica que los habitantes nativos de Mogadiscio, la capital de la sociedad del Sultanato Ajuran, tenían los mismos orígenes que los habitantes del norte de Zeila, la capital del Sultanato de Adal. En general, eran altos con una tez de piel aceitunada, algunos eran más oscuros y hablaban somalí. Usaban seda blanca tradicional envuelta alrededor de sus cuerpos, tenían turbantes islámicos, la gente de la costa solo usaba pareos y usaba escritura árabe como su lengua franca. Su armamento consistía en armas tradicionales somalíes como espadas , dagas, lanzas, hacha de guerra, y se inclina. Recibieron ayuda de su cercano aliado del Imperio Otomano con la importación de armas de fuego como mosquetes y cañones. La mayoría eran musulmanes, aunque algunos se adherían a la tradición pagana beduina; también hubo una cantidad de cristianos abisinios más adentro. Mogadiscio en sí era una ciudad-estado rica, poderosa y bien construida, que mantenía el comercio con reinos de todo el mundo. La ciudad de la metrópoli estaba rodeada por fortificaciones de piedra amurallada.
Las relaciones comerciales se establecieron con Malaca en el siglo XV, y fue la tela, el ámbar gris y la porcelana los principales productos del comercio. Además, se exportaron jirafas, cebras e incienso al Imperio Ming de China lo que convirtió a los mercaderes somalíes en líderes del comercio entre Asia y África e influiyó en el idioma chino. Comerciantes hindúes de Surat y del sudeste africano de Pate que buscaban eludir tanto el bloqueo portugués como el de Omán  utilizaron los puertos somalíes de Merca y Barawa, que estaban fuera de la jurisdicción de las dos potencias, para realizar su comercio de forma segura y sin interferencias.

## Economía

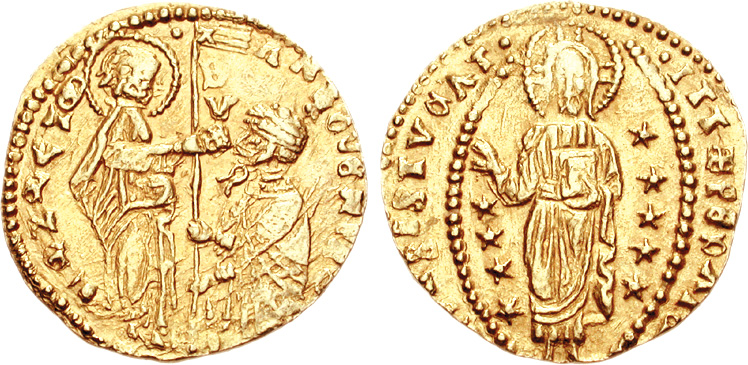
Mogadiscio importó valiosas monedas de lentejuelas de oro del Imperio veneciano en Europa

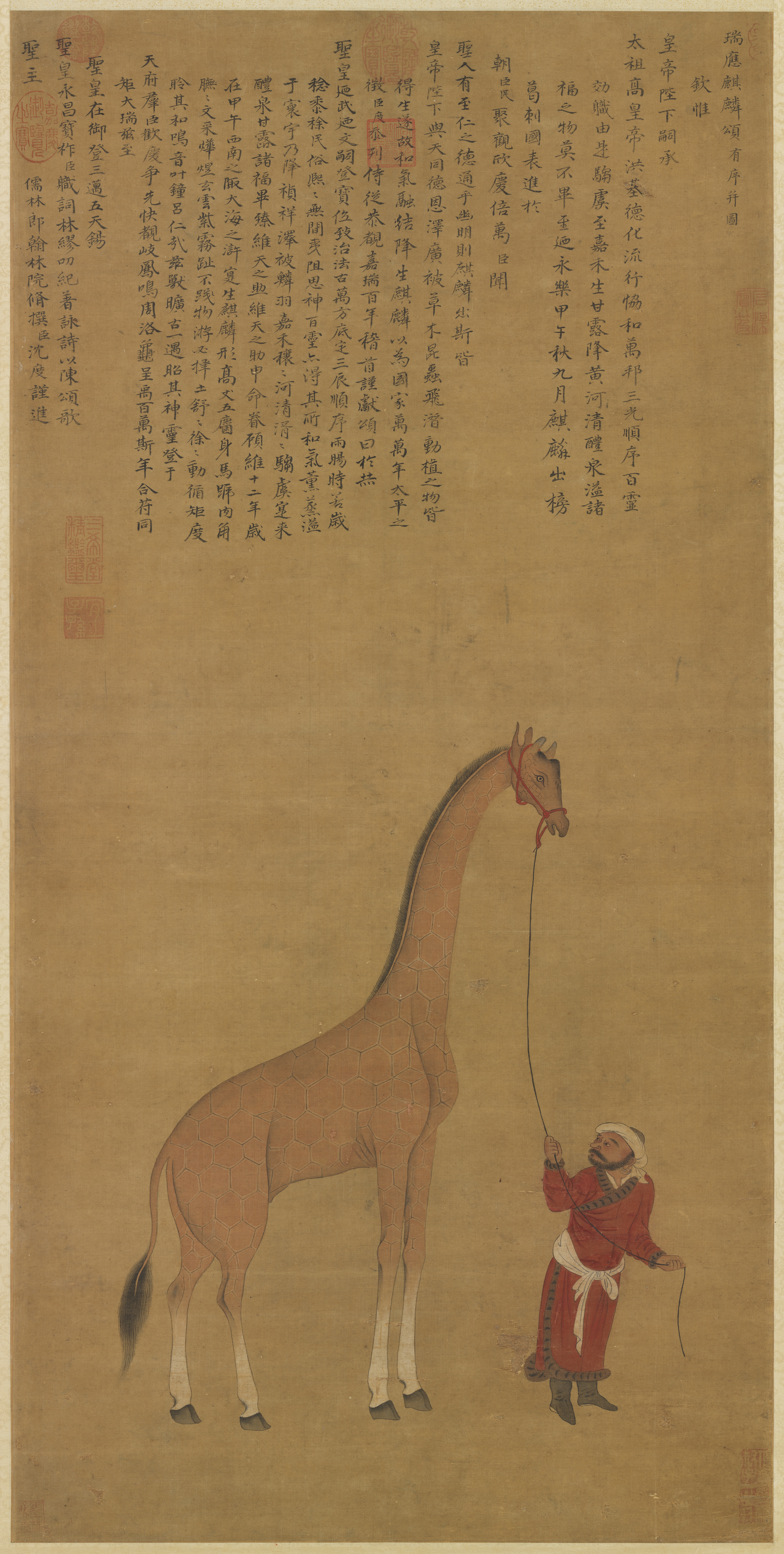
El Imperio Ajuran mantuvo lazos comerciales con la dinastía Ming y otros reinos

El Sultanato de Ajuran se basó en la agricultura, los impuestos y el comercio para la mayoría de sus ingresos. Las principales ciudades agrícolas se encontraban en los ríos Shebelle y Jubba, incluidos el Bardera y el Afgooye. Situado en el cruce de algunas de las rutas comerciales medievales más concurridas, Ajuran y sus ciudades portuarias costeras participaron activamente en el comercio de oro de África Oriental, el comercio de la Ruta de la Seda, el comercio en el Océano Índico y las empresas comerciales en el este de Asia.
El Sultanato Ajuran también acuñó su propia moneda Ajuran. En la provincia costera de Benadir se han encontrado muchas monedas de bronce antiguas inscritas con los nombres de los sultanes de Ajuran, además de piezas de gobernantes musulmanes del sur de Arabia y Persia.
Además, se han encontrado monedas de Mogadiscio en los Emiratos Árabes Unidos en Oriente Próximo. Las rutas de comercio que datan de los períodos medievales antiguos y tempranos de la empresa marítima somalíes se fortalecieron o restablecieron, y el comercio exterior y el comercio en las provincias costeras florecieron con barcos que navegaban y venían de una miríada de reinos e imperios en Asia Oriental, Asia del Sur, Sudeste Asiático, Europa, Medio Oriente, África del Norte y África Oriental.
Mediante el uso de embarcaciones comerciales, brújulas, múltiples ciudades portuarias, casas de luces y otras tecnologías, los comerciantes del Sultanato de Ajuran hicieron grandes negocios con los comerciantes de los siguientes estados:
| Países comerciales en Asia             | Importaciones           | Exportaciones                        |
| -------------------------------------- | ----------------------- | ------------------------------------ |
| Dinastía Ming                          | celadón y sus derivados | caballos, animales exóticos y marfil |
| Imperio mogol                          | tejidos y especies      | oro, cera y madera                   |
| Dinastía Lê                            | Hierro y especies       | oro, cultivos y caballos             |
| Sultanato de Bengala                   | ámbar gris y porcelana  | ovejas, caballos y tejidos           |
| Sultanato de Malaca                    | ámbar gris y porcelana  | tela y oro                           |
| Reino de Ayutthaya                     | cauies y especias       | mosquetes, tejidos y ovejas          |
| Maldive Islands                        | cauies                  | almizcle y ovejas                    |
| Reino de Jaffna                        | cinamomo                | ropa y ovejass                       |
| Países comerciales en el Oriente Medio |                         |                                      |
| Imperio otomano                        | mosquetes and cañones   | textiles                             |
| Safavid Persian Empire                 | textiles y frutas       | grano y madera                       |
| Oman Imamate                           | hierro y silva          | textiles, caballos y cultivos        |
| Países comerciales en Europa           |                         |                                      |
| Imperio portugués                      | oro                     | telas                                |
| Imperio vaneciano                      | lentejuelas             | espadas y escudos                    |
| Imperio español                        | –                       | –                                    |
| Imperio alemán                         | –                       | –                                    |
| Países comerciales en África           |                         |                                      |
| Sultanato Mamluk                       | oro y armaduras         | textiles, camellos y grano           |
| Sultanato de Adel                      | –                       | –                                    |
| Imperio etíope                         | oro y ganado            | telas y cabras                       |
| Sultanate Swahili                      | –                       | –                                    |
| Greater Zimbabwe                       | oro and esclavos        | telas, especias y caballos           |
| Kitara Empire                          | esclavos y marfil       | madera y joyas                       |
| Monomopata                             | oro y marfil            | especias y telas                     |
| Merina Kingdom                         | –                       | –                                    |

## Ciudades principales

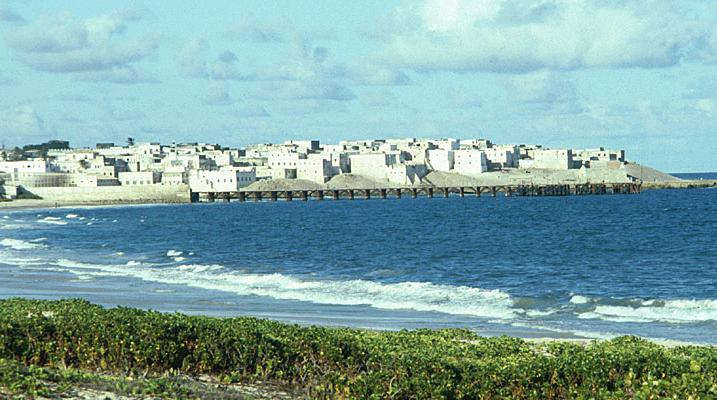
Ciudad medieval de Barawa

La población del Reino Ajuran en aquel entonces era enorme y estable. El Estado de Ajuran fue un influyente reino somalí que dominó muchas ciudades y pueblos del centro y sur de Somalia y el este de Etiopía durante la Edad Media. Con la caída del Sultanato, varios de estos asentamientos continuaron prosperando y se convirtieron finalmente en las principales ciudades de la actual Somalia. Algunas de estas ciudades y pueblos también fueron abandonadas o destruidas:

### Capital
Mogadiscio (ciudad portuaria y capital actual de Somalia)

### Ciudades portuarias
- Merca (ciudad portuaria en la región de Lower Shebelle de Somalia)
- Hobyo (ciudad portuaria en la región de Mudug de Somalia)
- Kismayo (ciudad portuaria en la región de Lower Juba de Somalia)
- Barawa (ciudad portuaria en la región de Lower Shebelle de Somalia)
- Warsheikh (ciudad portuaria en la región de Shebelle Medio de Somalia)
- Mareeg (ciudad en la región de Galguduud de Somalia)

### Ciudades agrícolas
- Qelafo (ciudad en la región somalí de Etiopía )
- Afgooye (ciudad en la región de Lower Shebelle de Somalia)
- Beledweyne (una ciudad en la región de Hiran de Somalia)
- Baidoa (una ciudad en la región de la Bahía de Somalia)
- Bardheere (una ciudad en la región de Gedo de Somalia)
- Jowhar (una ciudad en la región de Shebelle Medio de Somalia)
- Luuq (una ciudad en la región de Gedo de Somalia)
- Hudur (una ciudad en la región de Bakool de Somalia)
- Jilib (una ciudad en la región de Juba Medio de Somalia)

### Otras ciudades
- El Buur (una ciudad en la región de Galguduud de Somalia)
- Dhusamareb (una ciudad en Galguduud)
- Gondershe (Abandonado, pero ahora un sitio popular de atracción turística)
- Hannassa (Abandonado)
- Ras Bar Balla (Abandonado)

## Cultura

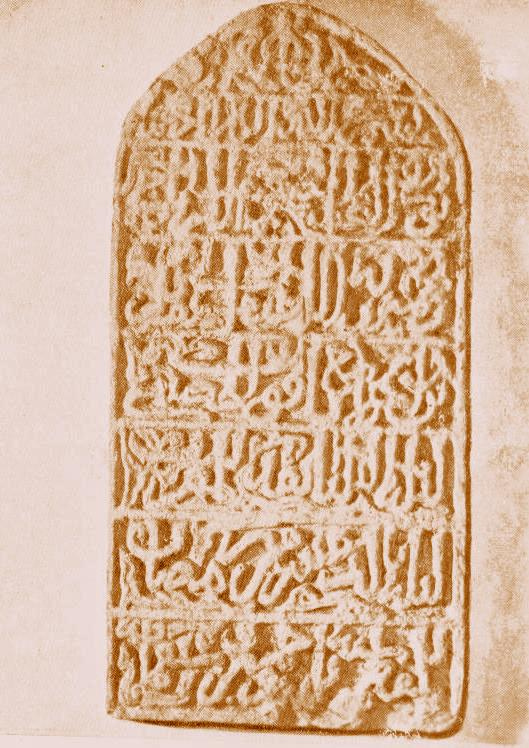
Tableta de piedra arabigo-somalí del siglo XIV

Los Ajurans facilitaron una rica cultura con diversas formas de cultura somalí, como arquitectura, astronomía, festivales,educación, música y diversos tipos de arte como poesía, prosa, caligrafía, miniaturas, joyas, gastronomía y rica alfombra, telas y artes textiles, todo en evolución y floreciendo durante este período. La mayoría de los habitantes eran de etnia somalí, pero también había árabes, persas y una minoría turca. La gran mayoría de la población también se adhirió al islam  sunita con una minoría chiita, en su mayoría de origen persa. El  somalí era el idioma más usado en el gobierno y la vida social, mientras que el árabe se usaba principalmente para estudios religiosos.

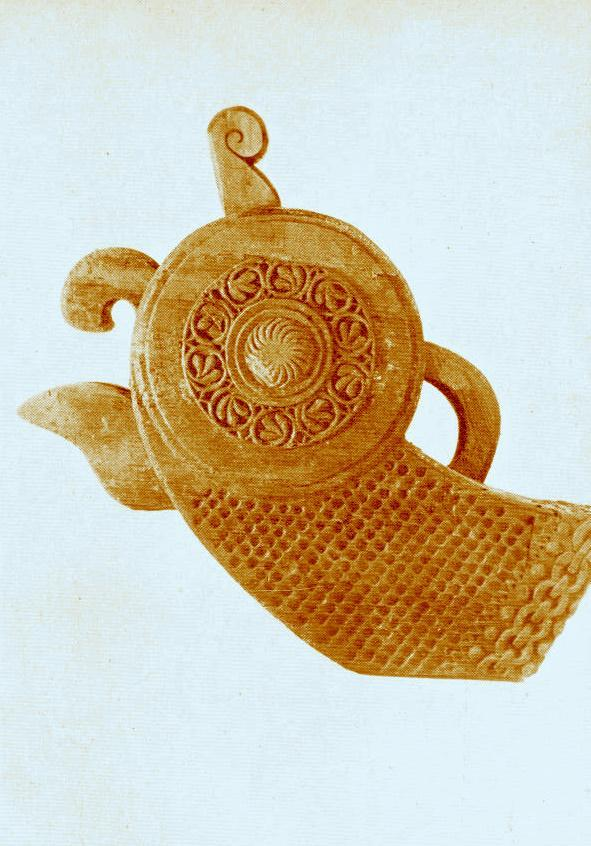
Ejemplo de un mascarón de proa somalí histórico de Mogadiscio

El arte marcial somalí Istunka, también conocido como Dabshid, nació durante su reinado. Se lleva a cabo todos los años un torneo en Afgooye. El tallado, conocido en somalí como qoris, se practicaba en las ciudades costeras del estado. Muchos ciudadanos adinerados de la época medieval contrataban regularmente a los mejores talladores de madera y mármol de Somalia para trabajar en el interior de sus casas. Las tallas en los mihrabs y los pilares de las antiguas mezquitas somalíes son algunas de las más antiguas del continente, siendo Masjid Fakhr al-Din la séptima mezquita más antigua de África. [44] La talla artística se consideraba una profesión de hombres, al igual que la industria textil somalí era principalmente un negocio de mujeres. Entre los nómadas, el tallado, especialmente en madera, estaba muy extendido y se podía encontrar en los objetos más básicos, como cucharas, peines y cuencos, pero también incluía estructuras más complejas, como la tienda portátil nómada, el aqal.
Durante su mandato, el Reino dejó un extenso legado arquitectónico, siendo una de las principales potencias medievales somalís dedicadas al diseño de castillo, fortalezas, ciudadelas, claustros, mezquitas, templos, fuentes, acueductos, faros, torres y tumbas que son todos atribuidos a los ingenieros somalíes del Sultanato Ajuran. Los territorios que Ajuran dominó tienen una de las ruinas medievales de todo el continente africano con las arquitecturas más sofisticadas y avanzadas.
Estas estructuras incluyen una serie de pilares de tumbas, necrópolis, castillos, fortalezas y ciudades en ruinas construidas en esa época. En el área de Marca, existen varias tumbas de pilares que según la tradición local se construyeron en el siglo XVI, cuando los naa'ibs del Sultanato Ajuran gobernaban en el distrito.

## Migración musulmana

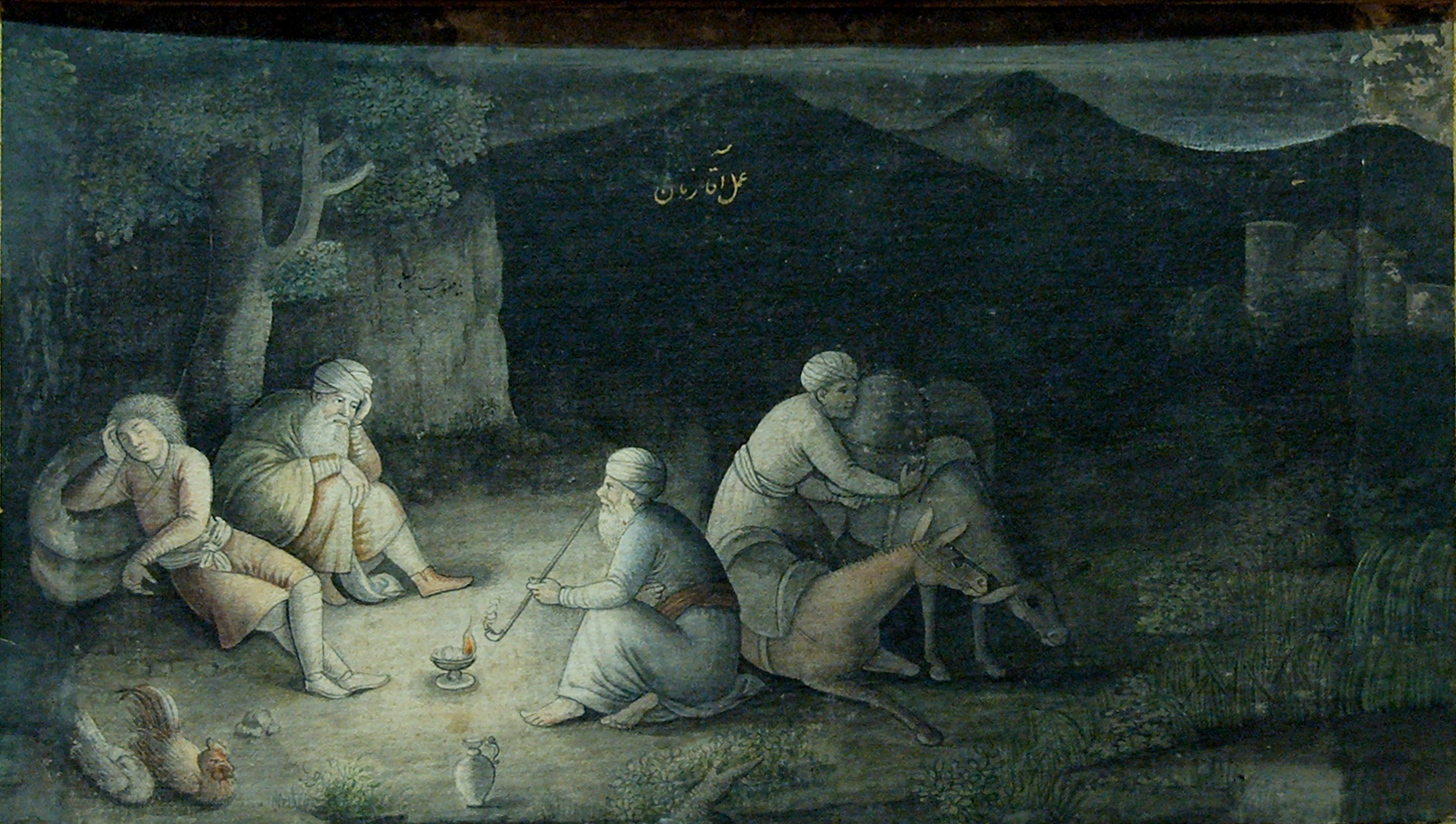
Muchas familias árabes y persas llamarían al reino de Ajuran su hogar

Muchas familias árabes y persas llamarían al reino de Ajuran su hogar.
Los  XV y XVII vieron la llegada de familias musulmanas de Arabia, Persia, India y España al Sultanato de Ajuran, la mayoría de las cuales se establecieron en las provincias costeras. Algunos migraron debido a la inestabilidad en sus respectivas regiones, como fue el caso con las familias Hadhrami de Yemen y los musulmanes de España que huyeron de la  Inquisición.
Otros vinieron a realizar negocios o para fines religiosos. Debido a su fuerte tradición en el aprendizaje religioso, las nuevas comunidades musulmanas también gozaron de un alto estatus entre la élite gobernante somalí y entre los plebeyos. Se cree que los Benadiri son los descendientes de estas personas, una pequeña minoría que habita en la región de Benadir.

## Militar

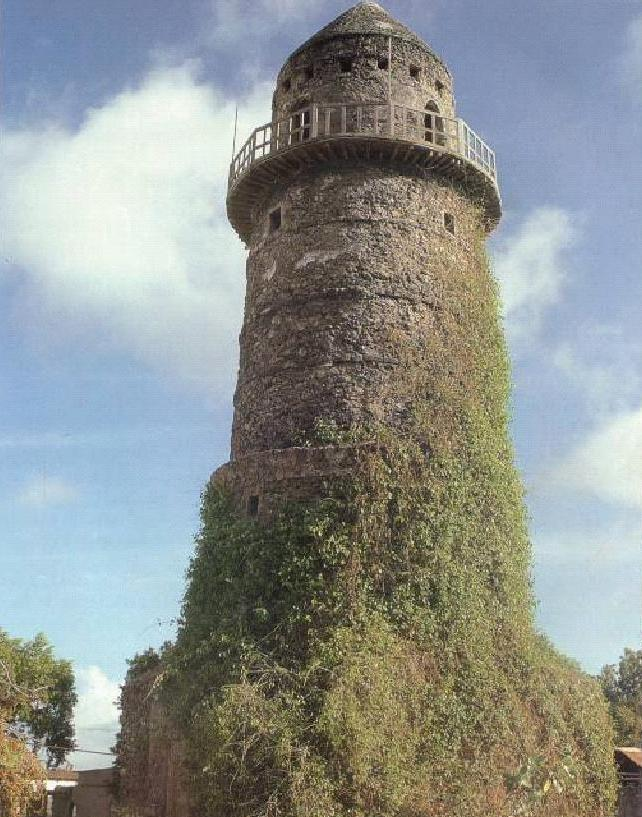
Torre defensiva de Almnara Somalia.

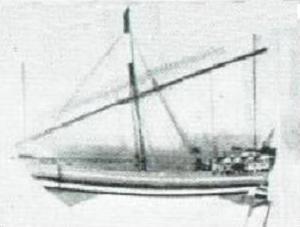
Modelo de una nave medieval de Mogadishan

El estado de Ajuran tenía un ejército permanente con el cual los imanes Garen y los gobernadores gobernaban y protegían a sus súbditos. La mayor parte del ejército consistía en soldados mamluke, [50] que no tenían ninguna lealtad al sistema de clan somalí tradicional, por lo tanto, haciéndolos más confiables. Los soldados fueron reclutados en el área ribereña. otros reclutas vinieron de las regiones nómadas circundantes. Los mercenarios árabes, persas y turcos también se emplearon en ciertosmomentos.
En el período temprano de Ajuran, las armas del ejército consistían en armas tradicionales somalíes como espadas, dagas, lanzas, hacha de guerra y arcos. El Sultanato recibió ayuda de su aliado cercano, el Imperio Otomano, y con la importación de armas de fuego a través del puerto Muzzaffar de Mogadiscio, el ejército comenzó a adquirir mosquetes y cañones. Los otomanos también seguirían siendo un aliado clave durante las guerras ajuran-portuguesas. Los caballos utilizados con fines militares también se criaron en el interior y se erigieron numerosas fortificaciones de piedra para proporcionar refugio al ejército en los distritos costeros. En cada provincia, los soldados estaban bajo la supervisión de un comandante militar conocido como emir, y las áreas costeras y el comercio del océano Índico estaban protegidos por una armada.
El Reino de Ajuran tenía el ejército más grande y avanzado de África y realizaron expediciones navales hasta el sudeste asiático con sus aliados otomanos.

## Guerras ajuran-portuguesas

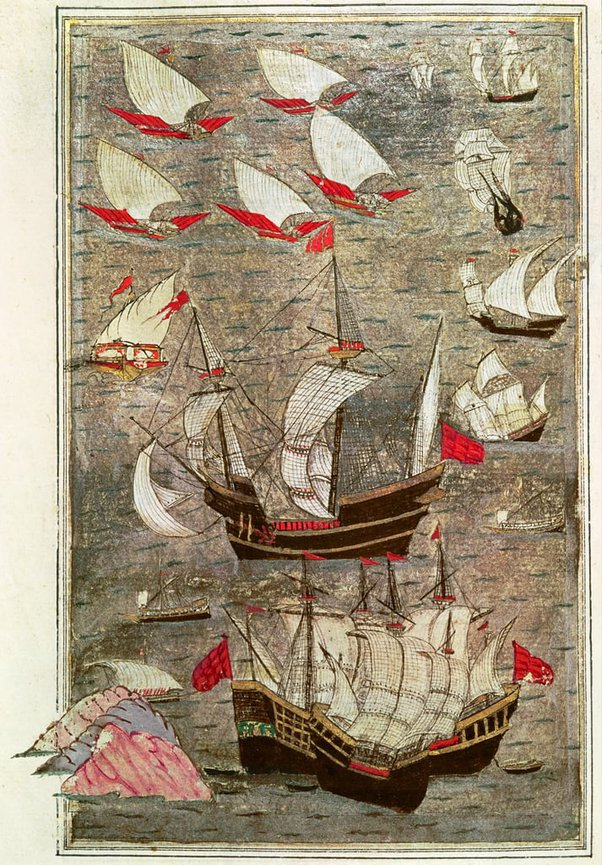
El Sultanato de Ajuran fue el primer Imperio africano en participar con éxito en una guerra naval contra una superpotencia europea y derrotarlos en un combate naval

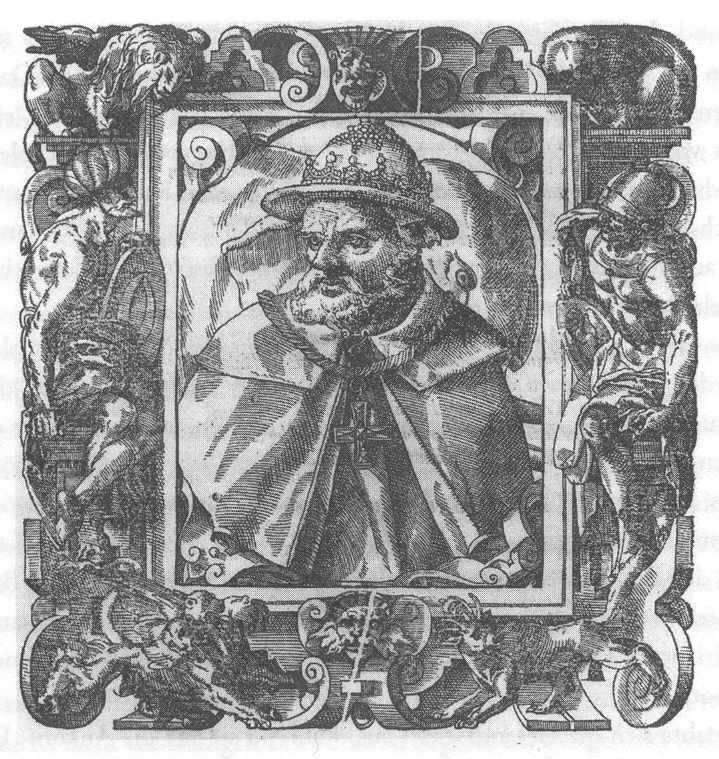
Durante la Batalla de Barawa, Tristán de Cunha fue herido y pidió ser nombrado caballero por Albuquerque.

La era europea del descubrimiento llevó a la, entonces superpotencia de Europa, el imperio portugués, hasta la costa de África oriental, que en ese momento disfrutaba de un floreciente comercio con naciones extranjeras. Las adineradas ciudades-estado del sudeste de Kilwa, Mombasa, Malindi, Pate y Lamu fueron sistemáticamente saqueadas por los portugueses. Tristão da Cunha puso sus ojos en el territorio del Imperio Ajuran, donde la Batalla de Barawafue, librada después de un largo período de compromiso, los soldados portugueses quemaron la ciudad y la saquearon.
Sin embargo, la resistencia feroz de la población local y de los soldados propició el fracaso de los portugueses para ocupar permanentemente la ciudad y  estos fueron derrotados decisivamente por los poderosos somalíes del Imperio Ajuran y los habitantes que habían huido al interior regresaron y reconstruir la ciudad. Tristão da Cunha fue gravemente herido y buscó refugio en las islas de Socotra después de perder a sus hombres y barcos.
Después de perder la guerra con el Imperio Ajuran por el intento fallido de capturar a Barawa decidió volver a agrupar a sus hombres en las islas Socotra y Tristão zarpó hacia Mogadiscio, que era la ciudad más rica de África. Pero se había corrido la voz de lo que había sucedido en Barawa por lo que se llevó a cabo una gran movilización de tropas. Muchos jinetes, soldados y acorazados en posiciones de defensa estaban protegiendo la ciudad. Sin embargo, Tristão aún optó por asaltar e intentar conquistar la ciudad aunque todos los oficiales y soldados de su ejército se opusieron a esto temiendo una derrota segura si debían enfrentarse a sus oponentes en la batalla. Decidió dejar a los somalíes en paz después de darse cuenta de que eran extremadamente difíciles de conquistar y lo mejor para los portugueses era no meterse con ellos, dejando al Sultanato Ajurán independiente. Después de la batalla, la ciudad de Barawa se recuperó rápidamente del ataque.

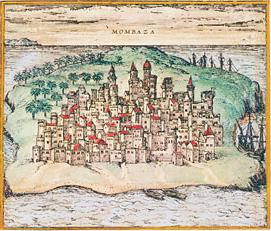
En 1660, los portugueses en Mombasa se rindieron a una fuerza conjunta somalí - otomana.

Durante las siguientes décadas, las tensiones entre Somalia seguirían siendo altas y el contacto creciente entre marineros somalíes y corsarios otomanos preocupaba a los portugueses que enviaron una expedición punitiva contra Mogadiscio bajo João de Sepúvelda, pero fue derrotado por las fuerzas navales de Ajuran incluso antes de que tuvieran un oportunidad de llegar a la capital de Ajuran y João de Sepúvelda fue finalmente asesinado en la Batalla de Benadir y todos sus barcos volados en mil pedazos.
La cooperación Otomano-Somalí contra los portugueses en el Océano Índico alcanzó un punto álgido en la década de 1580 cuando los clientes de Ajuran de las ciudades costeras somalíes comenzaron a simpatizar con los árabes y swahilis bajo el dominio portugués y enviaron un emisario al corsario turco Mir Ali Bey para preparar una expedición conjunta contra los portugueses. Estuvo de acuerdo y se le unió una gran flota somalí, que comenzó a atacar las colonias portuguesas en el sudeste de África.
La ofensiva somalí-otomana logró expulsar a los portugueses de varias ciudades importantes como Pate, Mombasa y Kilwa. Sin embargo, el gobernador portugués envió personal a la India portuguesa solicitando una gran flota. Esta solicitud fue respondida e invirtió la ofensiva anterior de los musulmanes en una de defensa. La armada portuguesa logró volver a tomar la mayoría de las ciudades perdidas y comenzó a castigar a sus líderes, pero se abstuvieron de atacar Mogadiscio y otras provincias costeras que pertenecen al Imperio de Ajuran.
Las fuerzas somalíes de Ajuran derrotaron militarmente a los portugueses. El Imperio otomano también siguió siendo un socio económico de los somalíes. Durante los siglos XVI y XVII, el sucesivo Imperio Ajuran desafió el monopolio económico portugués en el océano Índico al emplear una nueva moneda que siguió el patrón otomano y proclamó así una actitud de independencia económica con respecto a los portugueses.

## Invasión del pueblo oromo

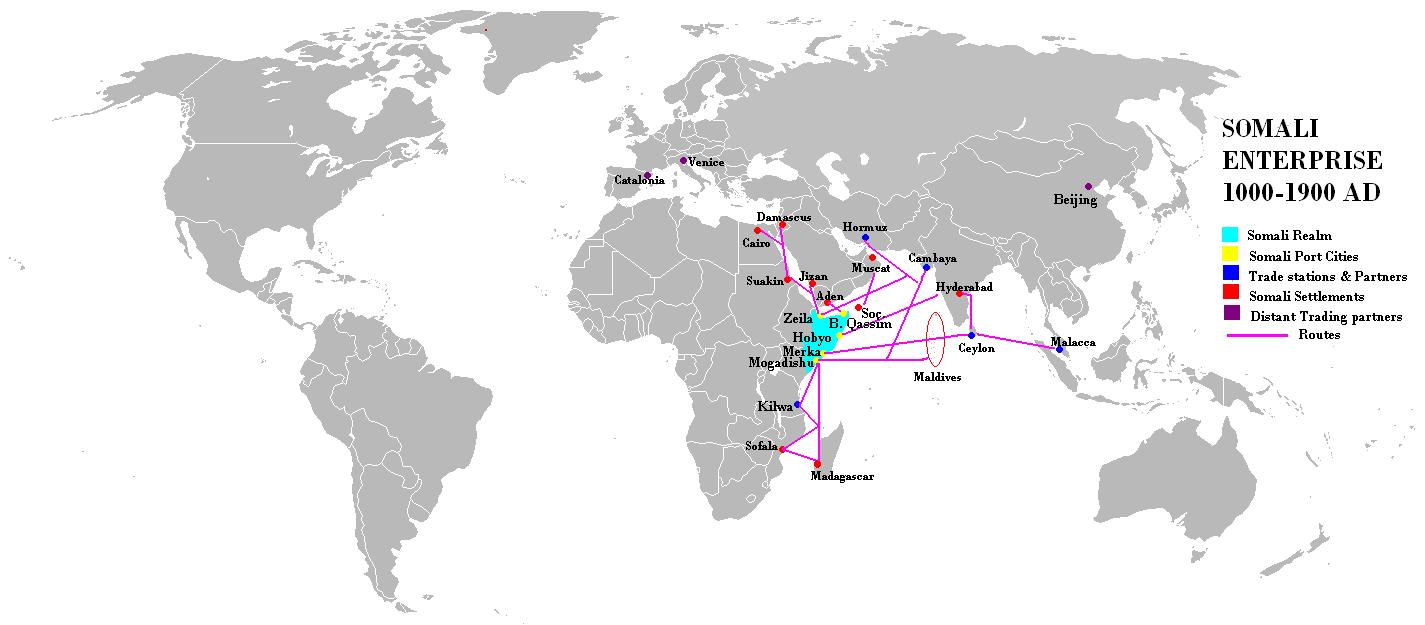
La empresa marítima somalí recibió un gran golpe después del colapso del Sultanato de Ajuran. Sin embargo, otras entidades políticas somalíes como el Sultanato de Warsangali, el Sultanato de Geledi, el Sultanato de Majeerteen, el Estado de Derviche y el Sultanato de Hobyo aseguraron su continuidad

La empresa marítima somalí recibió un gran golpe después del colapso del Sultanato Ajuran. Sin embargo, otras entidades políticas somalíes como el  Sultanato de Warsangali, el Sultanato de Geledi, el Sultanato de Majeerteen, el  Estado Derviche y el  Sultanato de Hobyo aseguraron su continuidad.
A mediados del siglo XVII, la  Nación Oromo comenzó a expandirse desde su tierra natal alrededor del lago Abaya en el sur de Etiopía hacia la costa sur de Somalia en el momento en que el Ajuran estaba en el apogeo de su poder. Los gobernantes de Garen llevaron a cabo varias expediciones militares conocidas como las «guerras de Gaal Madow» contra los guerreros Oromo, convirtiendo  al islam a los que fueron capturados. La supremacía militar de Ajuran obligó a los conquistadores  Oromo a revertir sus migraciones hacia los Salomónidas Cristianos y los Adalitas musulmanes que devastaron a los dos imperios en conflicto en el proceso.

## Declive y estados sucesores
El sultanato de Ajuran disminuyó lentamente en el poder a finales del siglo XVII lo que allanó el camino para el ascenso de nuevos poderes somalíes. Los reveses más importantes contra el estado fueron el derrocamiento de la capital, Mogadiscio y otras ciudades costeras, por parte del rey Hawiye Hiraab, y la derrota del Reino Silis por un exgeneral de Ajuran, Ibrahim Adeer, en el interior del estado que luego estableció la dinastía Gobroon. La tributación y la práctica de primae noctis fueron los principales catalizadores de las revueltas contra los gobernantes de Ajuran. La pérdida de ciudades portuarias y granjas fértiles hizo que los rebeldes perdieran las fuentes de ingresos que tanto necesitaban.